# Síndrome de Wiskott-Aldrich
El síndrome de Wiskott-Aldrich es una enfermedad que se caracteriza por presentar infecciones recurrentes, eczema, y disminución del número de plaquetas en sangre (trombocitopenia) que provocan mayor tendencia al sangrado. 
Es una de las enfermedades más difíciles de diagnosticar por confundirse con la infección por VIH/SIDA.

## Causas
Aunque es de causa desconocida, se ha descrito una alteración genética y la enfermedad se hereda de forma recesiva ligada al sexo (ligada al cromosoma X). Esta alteración consiste en una mutación en el gen que produce una proteína, llamada WASP (Wiskott-Aldrich Syndrome Protein) por ser la causante de este síndrome, que se localiza en el citoplasma de todas las células sanguíneas. Parece que las anormalidades existentes en los linfocitos y las plaquetas de estos pacientes tienen relación con la proteína WASP. 
Existe una forma menos grave de este síndrome llamada trombocitopenia hereditaria ligada al X.

## Datos relevantes
Las manifestaciones clínicas características del Síndrome de Wiskott-Aldrich son las siguientes: 
- Infecciones de repetición: especialmente otitis, neumonías y sinusitis.
- Hemorragias: se manifiestan como sangrado nasal y bucal, sangre digerida en las deposiciones, o manchas y puntos hemorrágicos en la piel. Un pequeño porcentaje puede sufrir hemorragia craneal.
- Eczemas que suelen aparecer durante el primer año de vida.
- En algunos casos enfermedades autoinmunes y tumores.

Muchos casos de esta enfermedad se diagnostican ya en el recién nacido, por la presencia de pequeños puntos hemorrágicos en la piel, hematomas, y deposiciones con sangre (de color negro ya que se trata de sangre digerida). 
El diagnóstico se realiza, además de por las manifestaciones comentadas, por los resultados de las pruebas de laboratorio que evidencian alteraciones en las plaquetas y en las células del sistema inmune. 
Gracias a la biología molecular se puede realizar diagnóstico prenatal de este síndrome. En aquellos casos en que se conozca con antelación, es aconsejable realizar cesárea debido al riesgo de hemorragia craneal durante el parto. 
El tratamiento curativo consiste en el trasplante de médula ósea o de células progenitoras de cordón umbilical. 
Para prevenir y tratar las infecciones se administraran antibióticos y gammaglobulina intravenosa. Deben evitarse los golpes, especialmente en los niños pequeños, para prevenir el sangrado. El número de plaquetas puede mejorar con gammaglobulinas, corticoides, o extirpación quirúrgica del bazo. El eczema se puede tratar con corticoides. 
El pronóstico de este síndrome ha mejorado muchísimo gracias al trasplante de médula ósea. Aunque sigue existiendo la posibilidad de alguna complicación grave, las personas que recibieron los primeros trasplantes de médula ósea se encuentran ahora en la tercera década de vida, llevando una vida normal, y formando sus propias familias.
En 2010 no existe ningún tratamiento eficaz que permita curar la leucodistrofia metacromática, aunque existen diferentes procedimientos terapéuticos que se encuentran en fase de investigación, como la terapia génica o la terapia de reemplazo enzimático. Actualmente hay un medio de retrasar el desarrollo de la enfermedad mediante trasplante de médula.
Científicos de un instituto de Milán han utilizado con éxito el virus del sida para curar esta enfermedad.

## Especialidad médica que la trata
Esta enfermedad es tratada fundamentalmente por pediatras, inmunólogos y hematólogos.